# Luigi Marescalchi
Luigi Marescalchi (1. února 1745 Bologna – 1812? Marseille) byl italský hudební skladatel a vydavatel.

## Život
Hudbu studoval ve svém rodném městě u Padre Martiniho. Svou první operu uvedl v Madridu v roce 1765. Okolo roku 1770 začal v Benátkách vydávat hudebniny. V roce 1773 přijal jako společníka houslistu a skladatele Carla Canobbia (1741–1822). Toto podnikání dočasně opustil v roce 1775 a věnoval se skladatelské činnosti. Kromě instrumentální a komorní hudby zkomponoval několik dalších oper.
V roce 1785 přišel do Neapole a od neapolského krále Ferdinanda IV. získal pro sebe a svého bratra Francesca licenci na tisk hudebnin. Vydavatelství pracovalo až do roku 1799 a za tu dobu vydalo více než 100 titulů. Svou činností si znepřátelil opisovače not a ti byli patrně příčinou toho, že při nepokojích v roce 1799 byl jeho dům a tiskárna zničeny a Marescalchi zatčen, uvězněn a poslán do vyhnanství. Přestěhoval se do Marseille, kde v roce 1812 zemřel.

## Dílo
Opery
- Il proseguimento del chiarlone (libreto G. Fiorini, 1765 Madrid)
- Il tutore ingannato (1774 Benátky, Teatro San Samuele)
- Alessandro nell'Indie (libreto Pietro Metastasio, 1778 Benátky, Teatro San Benedetto)
- I disertori felici (1784 Piacenza)
- Andromeda e Perseo (1784 Řím, Teatro Argentina)
- Il vaticinio di Nereo (libreto B. Scaglia, Palermo)

Kromě oper a baletů komponoval i instrumentální díla: symfonie, tria, dueta, menuety a jiné dobové tance. Sestavil rovněž klavírní školu Scale semplici e doppie per piano-forte in tutti i tuoni maggiori e minori (Neapol, 1799).